# Sepedon pseudarmipes
Sepedon pseudarmipes är en tvåvingeart som beskrevs av Fisher och Orth 1969. Sepedon pseudarmipes ingår i släktet Sepedon och familjen kärrflugor. Inga underarter finns listade i Catalogue of Life.